# Christine Huck
Christine Huck (* 25. Dezember 1993) ist eine ehemalige österreichische Judoka und österreichische Judo-Staatsmeisterin 2009 bis 48 kg.

## Biografie
Christine Huck begann ihre Judolaufbahn beim Judoverein Creativ Graz in der Steiermark. Sie gewann sowohl in der Altersklasse Schüler, Jugend als auch in der Altersklasse Junioren jeweils zweimal die österreichischen Meisterschaften. Durch ihre Erfolge bei Europacup-Turnieren in Zagreb, Twer und Berlin vertrat Huck Österreich bei mehreren Großveranstaltungen. Bei der Jugend-Europameisterschaft 2008 kämpfte sie in der Gewichtsklasse bis 48 kg. Im Kleinen Finale verlor sie gegen Lilo Schultz und belegte Platz fünf. Ein Jahr später gewann sie nach Siegen über Justina Valvonyte, Nikoleta Meligkaki und Bernadett Keliger die Bronzemedaille beim Europäischen Olympischen Sommer-Jugendfestival in derselben Gewichtsklasse. Im Monat darauf konnte sie sich bei der Kadetten-Weltmeisterschaft bis 52 kg den dritten Platz sichern. Ihre letzte Medaille auf internationaler Ebene gewann sie bei den Olympischen Jugend-Sommerspielen 2010 in Singapur. Sie besiegte Laura Prince mit  Waza-ari und belegte Platz drei.
In der Allgemeinen Klasse konnte sie sich insgesamt dreimal bei der Österreichischen Staatsmeisterschaft platzieren. Im Jahr 2009 gewann sie das Turnier. Ihren einzigen Einsatz im Nationalteam auf internationaler Ebene hatte sie während des World Cups 2011 in Oberwart. Sie verlor ihren ersten Kampf gegen die Russin Anna Charitonowa.

## Privat
Sie besuchte eine HTL in Graz.

## Größte Erfolge (Auswahl)

### National
- 2009 ÖSTM Stockerau: 1. Platz
- 2010 ÖSTM Wattens: 3. Platz
- 2011 ÖSTM Hard: 3. Platz

### International
- 2009 EYOF Tampere: 3. Platz
- 2009 WM U17 Budapest: 3. Platz
- 2010 YOG Singapur: 3. Platz
- 2010 YOG (Team Cairo) Singapur: 3. Platz